# Helmut Deutsch (Pianist)
Helmut Deutsch (* 24. Dezember 1945 in Wien) ist ein österreichischer Liedbegleiter, Pianist und emeritierter Hochschullehrer.

## Leben
Deutsch unterrichtete von 1967 bis 1979 an der Musikhochschule Wien und hatte von 1986 bis 2011 eine Professur für Liedgestaltung an der Hochschule für Musik und Theater München inne. Der Hochschule in München sowie den Hochschulen in Frankfurt und Nürnberg ist er weiterhin durch Gastprofessuren verbunden und gibt Meisterkurse in ganz Europa.
Deutsch ist bzw. war Liedbegleiter von zahlreichen Sängerinnen und Sängern an vielen Häusern und Festivals internationalen Ranges. Mit Hermann Prey arbeitete er zwölf Jahre lang intensiv zusammen. Weitere bedeutende Sänger, die Deutsch begleitete, waren Irmgard Seefried, Ileana Cotrubas, Grace Bumbry, Barbara Bonney, Angelika Kirchschlager, Annette Dasch, Diana Damrau, Jekaterina Sementschuk und Sumi Hwang, Olaf Bär, Bo Skovhus, Michael Volle, Matthias Goerne, Bernd Weikl, Andreas Schmidt, Jonas Kaufmann und Piotr Beczała. Für viele seiner zahlreichen Einspielungen bekam er Schallplattenpreise. Zwei Albumaufnahmen mit Kaufmann kamen in den deutschsprachigen Ländern und in Frankreich in die Charts.

## Internationaler Liedwettbewerb Helmut Deutsch
Nach Helmut Deutsch ist seit September 2018 ein Internationaler Liedwettbewerb benannt, der im Schlosstheater Schönbrunn abgehalten wird. Erster Preisträger war 2018 der Bariton Konstantin Krimmel.

## Preise
- 1967: Kompositionspreis der Stadt Wien